# Tedania rubicunda
Tedania rubicunda är en svampdjursart som beskrevs av Lendenfeld 1888. Tedania rubicunda ingår i släktet Tedania och familjen Tedaniidae. Inga underarter finns listade i Catalogue of Life.